# Lily Carlstedt
Lily Marie Louise Carlstedt, po mężu Kelsby  (ur. 5 marca 1926 w Søllerød, zm. 14 czerwca 2002 w Vallensbæk) – duńska lekkoatletka, która specjalizowała się w rzucie oszczepem.
Dwukrotna uczestniczka igrzysk olimpijskich – Londyn 1948 oraz Helsinki 1952. W swoim pierwszym olimpijskim starcie, w Londynie, z wynikiem 42,08 wywalczyła brązowy medal. Cztery lata później była piąta z odległością 46,23. Rekord życiowy: 46,28 (1956).